# Raión de Mohyliv-Podilski
Raión de Mohyliv-Podilski (en ucraniano: Могилів-Подільський район) es un raión o distrito de Ucrania en el óblast de Vinnytsia. La capital es la ciudad de Mohyliv-Podilski.
Comprende una superficie de 3 221,03 km².

## Demografía
Según estimación 2021 contaba con una población total de 142 456 habitantes.

## Otros datos
El código KOATUU es 522600000. El código postal 24005 y el prefijo telefónico +380 4337.